# Gajana
Gajana (olaszul: Gaiano) falu Horvátországban, Isztria megyében. Közigazgatásilag Vodnjanhoz tartozik.

## Fekvése
Az Isztriai-félsziget nyugati részén, Pólától 16 km-re északnyugatra, községközpontjától 6 km-re északra, a Pólát az Isztria északi részével összekötő A9-es autóút mellett fekszik.

## Története
Területe már a történelem előtti időkben és a római korban is lakott volt. Határában több régészeti lelőhely is található. A középkori település a maitól 2 km-re északra a Turninának nevezett helyen feküdt, ott ahol ma a Szent János apostol tiszteletére szentelt templom tornya áll. A 13. és a 15. század között „Gaianum, Gaglianum” alakban említik. A falu egy pestisjárvány következtében pusztult el. A 17. században a török hódítás elől Dalmáciából menekülőkkel telepítették be. 1880-ban 91, 1910-ben 150 lakosa volt. Az első világháború következményei nagy politikai változásokat hoztak az Isztrián. 1920-tól 1943-ig az Isztriával együtt olasz uralom alá tartozott. Az olasz kapitulációt (1943. szeptember 8.) követően az Isztria német megszállás alá került, mely 1945-ig tartott. Lakói közül sokan rész vettek az antifasiszta felszabadító harcokban. 1944-ben a németek a falut felgyújtották és 15 lakost meggyilkoltak. A háborút hosszas diplomáciai harc követte Jugoszlávia és Olaszország között az Isztria birtoklásáért. Az 1947-es párizsi békekonferencia Jugoszláviának ítélte, melynek következtében az olasz anyanyelvű lakosság Olaszországba menekült. 1991-óta a független Horvátországhoz tartozik. 2011-ben 169 lakosa volt. Lakói mezőgazdasággal (szőlő és olajbogyó termesztés) és állattartással foglalkoznak.

## Lakosság
| Lakosság változása | Lakosság változása | Lakosság változása | Lakosság változása | Lakosság változása | Lakosság változása | Lakosság változása | Lakosság változása | Lakosság változása | Lakosság változása | Lakosság változása | Lakosság változása | Lakosság változása | Lakosság változása | Lakosság változása | Lakosság változása |
| ------------------ | ------------------ | ------------------ | ------------------ | ------------------ | ------------------ | ------------------ | ------------------ | ------------------ | ------------------ | ------------------ | ------------------ | ------------------ | ------------------ | ------------------ | ------------------ |
| 1857               | 1869               | 1880               | 1890               | 1900               | 1910               | 1921               | 1931               | 1948               | 1953               | 1961               | 1971               | 1981               | 1991               | 2001               | 2011               |
| 0                  | 0                  | 91                 | 169                | 144                | 150                | 0                  | 0                  | 349                | 231                | 227                | 184                | 150                | 135                | 144                | 169                |

## Nevezetességei
Gajanától 2 km-re, a főúttól mintegy 350 méterre keletre egy 12. századi román stílusú harangtorony áll, melyet a helyiek Sveti Ivan Turinának neveznek. 1922-ig a toronyhoz templom és valószínűleg kolostor is csatlakozott. Az egyhajós templom 6,4 méter hosszú és 6 méter széles volt kívül sokszögű, belül félköríves apszissal. A francia megszállás után a templom magánkézbe került, majd 1927-ben lebontották, harangtornya azonban szerencsésen megmenekült. A harangtoronytól délkeletre földalatti ciszterna található, melynek kőből faragott kávája ma a vodnjani plébániatemplom mellett látható. A 12. században remeték éltek itt, akik a betigai bencés kolostorból váltak ki. Az épületegyüttes Szent János apostol tiszteletére volt szentelve.